# Marcus Aponius Saturninus
Marcus Aponius Saturninus (voor 35 - na 73)  was een Romeinse senator, consul en legeraanvoerder. 
In een onbekend jaar ten tijde van de heerschappij van keizer Nero was hij consul. In 69 werd hij gouverneur in de provincie Moesia. Hier voerde hij strijd tegen de Roxolanen. Na het jaar 73 werd hij proconsul in de provincie Asia. 
In 69 viel hij samen met de legioenen van zijn Pannonische collega Marcus Antonius Primus Italia binnen. Tijdens de Tweede Slag bij Bedriacum kwam het tot een treffen met de troepen van Vitellius. Door deze overwinning en de latere inname van Rome kwam keizer Vespasianus aan de macht.
In zijn toespraak aan de oevers van de rivier de Nabalia vergeleek Julius Civilis zich in zijn verdediging tegenover Cerialis dat zijn handelen niet anders was geweest dan dat van Aponius, die immers ook de wapens had opgenomen tegen Vitellius.

## Voetnoten
1. ↑  zie Tacitus, Historiae V5-26